# Magical Girl Lyrical Nanoha
Magiska Flicka Lyriska Nanoha (魔法少女リリカルなのは Mahō Shōjo Ririkaru Nanoha?) är en japansk anime av Sju Arker och utgör en snurra av Triangel Hjärta. Efterföljaren Magiska Flicka Lyriska Nanoha A's sändes mellan oktober och december 2005, och den tredje säsongen Magiska Flicka Lyriska Nanoha StrejkareS började sändas den 1 april 2007.
Snart kommer även Nanoha FILMEN.[källa behövs]

## Karaktärerna
Nanoha Takamachi 高町なのは (Takamachi Nanoha?)
Yuno Scrya ユーノ・スクライア (Yūno Sukuraia?)
Fate Testarossa フェイト・テスタロッサ (Feito Tesutarossa?)
ARF アルフ (Arufu?)
Precia Testarossa プレシア・テスタロッサ (Pureshia Tesutarossa?)

## Röster (Japanska)
| Nanoha Takamachi  | – Yukari Tamura    |
| Fate Testarossa   | – Nana Mizuki      |
| Arf               | – Natsuko Kuwatani |
| Yuuno Scrya       | – Kaori Mizuhashi  |
| Lindy Harlaown    | – Aya Hisakawa     |
| Chrono Harlaown   | – Mikako Takahashi |
| Precia Testarossa | – Rei Igarashi     |